# Bactris panamensis
Bactris panamensis är en enhjärtbladig växtart som beskrevs av De Nevers och Michael Howard Grayum. Bactris panamensis ingår i släktet Bactris och familjen Arecaceae.
Artens utbredningsområde är Panama. Inga underarter finns listade i Catalogue of Life.